# Reginald Brooks-King
Reginald Brooks-King (Monmouth, 27 agosto 1861 – Ottery St Mary, 19 settembre 1938) è stato un arciere britannico.

## Palmarès
- Argento a Londra 1908 nel Double York Round.